# Vârtoapele de Sus, Teleorman
Vârtoapele de Sus este satul de reședință al comunei Vârtoape din județul Teleorman, Muntenia, România. Se află în partea de nord a județului,  în Câmpia Găvanu-Burdea. La recensământul din 2002 avea o populație de 1.278 locuitori.